# Jörg-Rüdiger Sack
Pour les articles homonymes, voir Sack (homonymie).
Jörg-Rüdiger Wolfgang Sack (né le 25 avril 1954 à Duisbourg, en Allemagne) est professeur d'informatique à l'Université Carleton, où il est titulaire de la chaire SUN-CRSNG en informatique parallèle appliquée.

## Biographie
Sack obtient un diplôme à l'université de Bonn en 1979 et un Ph. D. en 1984 à l'Université McGill, sous la direction de Godfried Toussaint avec une thèse intitulée « Rectilinear Computational Geometry ». Il est rédacteur en chef de la revue Computational Geometry: Theory and Applications, et coéditeur du Handbook of Computational Geometry; il est coéditeur des actes de toutes les conférences WADS, depuis 1989. Il a été cofondateur et, pendant un temps, corédacteur en chef du Journal of Spatial Information Science (en), revue en libre accès. 
Le principal domaine de recherche de Sack est la conception, l'analyse et la mise en œuvre d'algorithmes pour des problèmes dans différents domaines, et notamment les algorithmes de géométrie algorithmique, les algorithmes parallèles, la génération d'objets combinatoires et géométriques, et la conception d'algorithmes géométriques ayant des applications dans les systèmes d'information géographique et la physique médicale. L'étude porte sur l'efficacité des calculs dans ces domaines. Il s'intéresse également à la mise en œuvre d'algorithmes géométriques.